# Das Morgan Projekt
Das Morgan Projekt (Originaltitel: Morgan) ist ein Mystery-Horror-Science-Fiction-Film von Luke Scott, der am 2. September 2016 in die US-amerikanischen und am 1. Dezember 2016 in die deutschen Kinos kam.

## Handlung
Lee Weathers, eine Unternehmensmitarbeiterin in Sachen Risiko-Management, wird zu einer abgelegenen und streng geheimen Forschungsstation geschickt, um einen Vorfall zu untersuchen und zu bewerten. Eine auf den ersten Blick schüchtern wirkende Jugendliche hat eine ihrer Betreuerinnen angegriffen und verletzt, weil sie sich nicht mehr frei in der Natur bewegen durfte. Morgan, so der Name der jungen Frau, ist ein künstlich erschaffener Mensch und wurde mit einer synthetischen DNA ausgestattet. Morgan entwickelte sich in nur fünf Jahren rasend schnell und hat schon nach kurzer Zeit die Erwartungen des leitenden Wissenschaftlers Dr. Simon Ziegler und seines Teams übertroffen, zu dem Dr. Lui Cheng, der Psychologe Dr. Alan Shapiro und der Ernährungsexperte Skip Vronsky gehören. Doch Morgan hat ihre Schöpfer auch in manchen Belangen überholt, was sie gefährlich macht. Weathers’ Einschätzung soll darüber entscheiden, ob das Experiment mit Morgan fortgesetzt wird oder nicht. 
In der Befragung durch den Psychologen des Teams provoziert dieser Morgan, um ihre emotionalen Reaktionen zu testen. Schließlich betrachtet sie auf besondere Weise ihre Handflächen, ehe sie auch ihn angreift und in den Hals beißt. Lee gelingt es, Morgan zu betäuben. Als Morgan durch eine tödliche Spritze eingeschläfert werden soll, widersetzen sich die Mitglieder des Teams, die eine emotionale Bindung zu ihr entwickelt haben. Lee wird gefangen gesetzt. Morgan, die man immer wieder aufgefordert hat, sie selbst zu sein, erkennt nun ihre wahre Bestimmung und beginnt, die Mitglieder des Teams zu töten. Sie ist in Wahrheit als Kampfmaschine geplant worden. Sie verschont nur Amy, für die sie so etwas wie Liebe empfindet.
Lee befreit sich und nimmt die Verfolgung auf. Obwohl sie sehr schwer verletzt wird, stellt sie Morgan auf einem Steg am Wasser, als sie gerade im Begriff steht, nun auch Amy zu töten, nachdem diese sie mit der Waffe bedroht und zum Aufhören aufgefordert hat.
Lee ertränkt Morgan im See. Anschließend aber tötet sie auch Amy sowie Skip, den letzten verbliebenen Zeugen aus dem Team.
Morgan war ein weiterentwickeltes Projekt (Nr. 9), bei welchem auch eine emotionale Entwicklung künstlich initiiert worden war – was nach dem Verlauf als gescheitert betrachtet wird und nicht weiter finanziert werden soll. Stattdessen soll Projekt Nr. 4 weiter gefördert werden, das trotz des Kollateralschadens erwartungsgemäß funktioniert hat – denn auch Lee Weathers wurde synthetisch als Supersoldatin geschaffen. Lee sitzt im Café und betrachtet auf besondere Weise ihre Handflächen.

## Produktion

### Stab, Besetzung und Synchronisation
Die Regie übernahm Luke Scott. Es handelt sich um Scotts Spielfilmregiedebüt. Das Drehbuch zu Das Morgan Projekt schrieb Seth W. Owen, dessen Skript im Vorfeld große Beachtung fand und im Jahr 2014 auf der Blacklist der besten unverfilmten Ideen Hollywoods landete. Neben Mark Huffam und Michael Schaefer fungierte auch Luke Scotts Vater Ridley Scott als Produzent des Films.

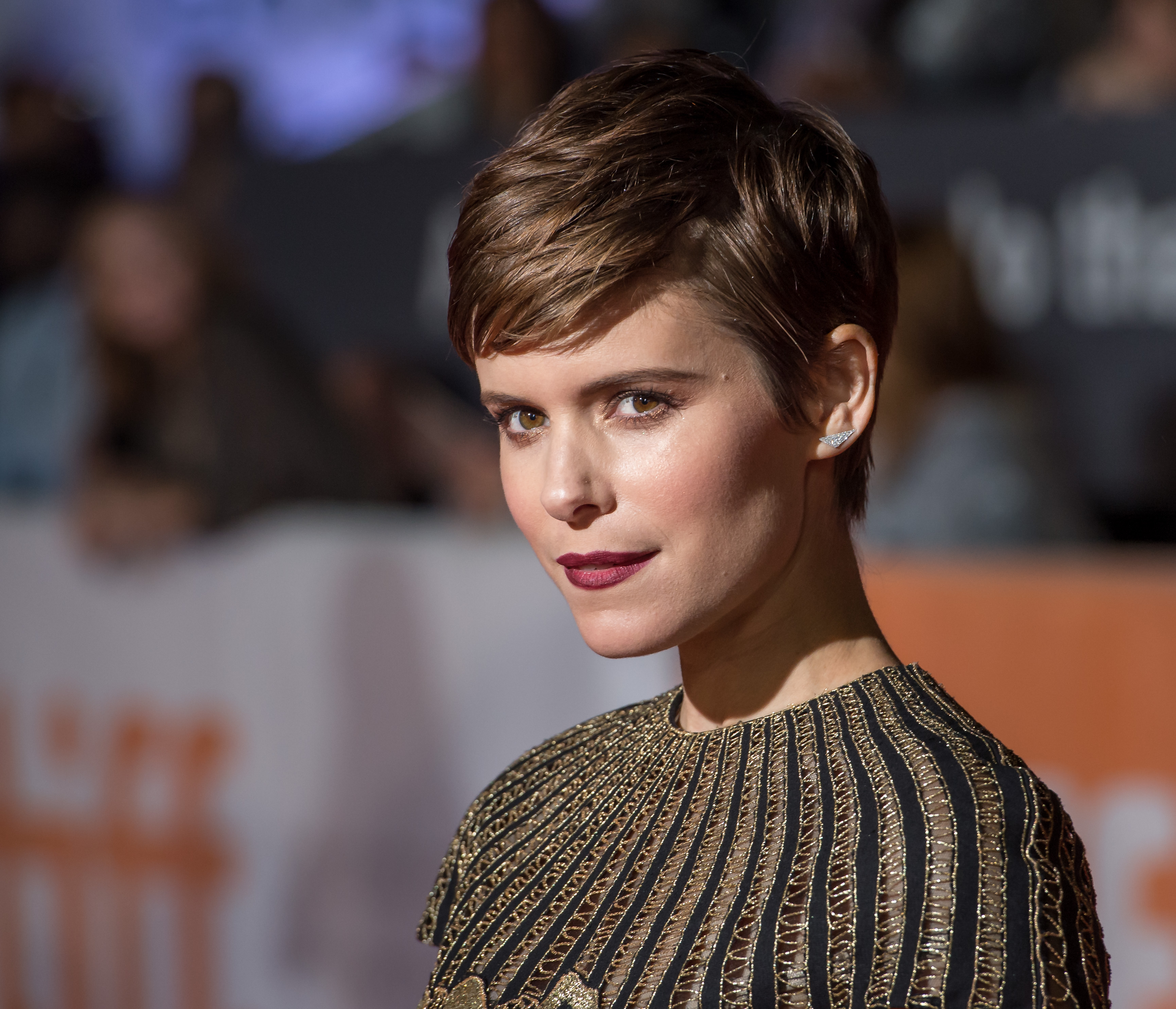
Kate Mara, hier bei der Premiere des Films Der Marsianer – Rettet Mark Watney, spielt in Das Morgan Projekt die Risikomanagerin Lee Weathers

Die titelgebende Hauptrolle von Morgan wurde mit der argentinisch-britischen Schauspielerin Anya Taylor-Joy besetzt, die kurz zuvor mit der Hauptrolle von The Witch ihren Durchbruch als Schauspielerin gefeiert hatte. Als 10-Jährige wird Morgan von Amybeth McNulty gespielt. Kate Mara, die im Film die Rolle von Lee Weathers übernahm, hatte bereits im Film Der Marsianer – Rettet Mark Watney von Scotts Vater gespielt. Toby Jones übernahm die Rolle des leitenden Wissenschaftlers Dr. Simon Ziegler. Michelle Yeoh spielt Dr. Lui Cheng, Paul Giamatti spielt den Psychologen Dr. Alan Shapiro und Boyd Holbrook den Ernährungsexperten Skip Vronsky. Rose Leslie erhielt die Rolle von Dr. Amy Menser, Chris Sullivan spielt Dr. Darren Finch, und Vinette Robinson spielt Dr. Brenda Finch. Brian Cox übernahm die Rolle von Jim Bryce und Michael Yare die von Ted Brenner.
Die deutsche Synchronisation wurde von RC Production durchgeführt. Maria Koschny synchronisierte Lee Weathers.

### Dreharbeiten
Der Film wurde in Nordirland und Kanada gedreht. Am Cairndhu House in Larne im County Antrim fanden Außenaufnahmen statt. In Newcastle im County Down fanden die Aufnahmen für eine Verfolgungsjagd im Film statt. Ein weiterer Drehort war das Galgorm Castle, eine 400 Jahre alte Burg im Ballymena. Zu den Drehorten in Kanada zählten Coquitlam in British Columbia und der Mount Seymour, wo erste Einstellungen des Films entstanden.

### Filmmusik
Die Filmmusik komponierte Max Richter. Der Soundtrack zum Film enthält 17 Lieder und wurde am 2. September 2016 von Fox Music veröffentlicht.

### Marketing und Veröffentlichung
Ende August 2016 veröffentlichte 20th Century Fox einen Trailer zum Film. Dieser wurde von Watson, einem Supercomputer von IBM gefertigt. Es handelt sich dabei um den ersten Trailer der Filmgeschichte, der durch einen Algorithmus entstanden ist. 21st Century Fox und die wissenschaftliche Abteilung von IBM wollten damit auf eindrucksvolle Art und Weise das Film-Sujet transportieren. Der IBM-Manager John R. Smith erklärte in einem Blogeintrag, Watson habe insgesamt 100 Trailer von Horrorfilmen analysiert, um den rund 60 Sekunden langen Trailer zu fertigen. Watson unterteilte diese in Segmente, und nach einer visuellen Analyse, einer Audio-Analyse und einer Analyse der Szenen-Zusammensetzung analysierte die künstliche Intelligenz den Film Das Morgan Projekt und filterte die passenden Stellen heraus. Letztlich entschied sich das System für zehn Sequenzen, aus denen dann ein Filmteam den Trailer zusammensetzte.
Der Film kam am 2. September 2016 in die US-amerikanischen und am 1. Dezember 2016 in die deutschen Kinos.

## Rezeption

### Altersfreigabe
In Deutschland ist der Film FSK 16. In der Freigabebegründung heißt es: „Der Film enthält einige Gewalt- und Tötungsszenen. Diese sind aber schlüssig in die Dramaturgie der Geschichte eingebettet, wirken nicht selbstzweckhaft und werden auch nicht spekulativ ausgespielt. Eine Beeinträchtigung [ist] bei Jugendlichen ab 16 Jahren nicht zu befürchten. Zuschauer ab diesem Alter sind auch in der Lage, die Wandlung des netten Kindes zu einem brutalen Monster in Bezug zur moralischen Grundaussage des Films zu setzen (‚nicht alles wissenschaftlich Machbare ist ethisch vertretbar‘). Daher lässt sich auch eine sozialethische Desorientierung ausschließen.“

### Kritiken und Einspielergebnis
Der Film konnte bislang 37 Prozent der Kritiker bei Rotten Tomatoes überzeugen.
Markus Tschiedert von der B.Z. meint: „Für ein Erstlingswerk nicht schlecht. Luke Scott ist ein intensiver Science-Fiction-Schocker gelungen, mit einer tollen Mischung aus Wissenschafts-Kritik und energiegeladenen Actionszenen.“
Den Produktionskosten in Höhe von rund 8 Millionen US-Dollar stehen weltweite Einnahmen aus Kinovorführungen in Höhe von 8,8 Millionen US-Dollar gegenüber.

### Auszeichnungen (Auswahl)
London Critics’ Circle Film Awards 2017
- Nominierung als Beste britische Nachwuchsdarstellerin (Anya Taylor-Joy, auch für The Witch und Split)[13]